# Iphinopsis fuscoapicata
Iphinopsis fuscoapicata is een slakkensoort uit de familie van de Cancellariidae. De wetenschappelijke naam van de soort is voor het eerst geldig gepubliceerd in 1985 door Bouchet & Warén.